# Constitución griega de 1844
La Constitución griega de 1844 (en griego moderno: Σύνταγμα της Ελλάδος του 1844) fue la primera constitución en entrar en vigor en el Reino de Grecia. Sin embargo, esta no fue la primera en ser promulgada por los griegos, pues con anterioridad ya se habían promulgado varias constituciones, siendo la última la de 1832, pero estas nunca fueron aplicadas por el rey Otón I o su consejo de regencia.
Fue creada como consecuencia del golpe de Estado griego de 1843. El principal objetivo de su promulgación fue acabar con el absolutismo dentro del reino. Entró en vigor el 18 de marzo de 1844, instaurando la monarquía constitucional —con parlamento, el senado y el rey a la cabeza— como sistema de gobierno del Estado griego. Esta constitución siguió en vigor hasta 1864, poco después de la destitución de rey, cuando se promulgó una nueva constitución.
Además de ser la primera constitución en entrar en vigencia, también marcó el inicio de la decadencia del gobierno del rey Otón I, que terminaría con su destitución y la segunda elección al trono griego entre 1862 y 1863. Entre sus principales decretos figuran el sufragio universal masculino, el derecho del monarca para estar al frente del poder ejecutivo y elegir a sus ministros, el establecimiento del Consejo de los Helenos y el Senado del Reino de Grecia como poderes legislativos del Estado griego.

## Antecedentes

### Primeras constituciones revolucionarias

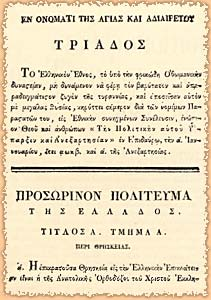
Primera página de la Constitución griega de 1822, antecesora de la de 1844.

A finales de la Edad Media, Grecia fue conquistada por los otomanos y no fue sino hasta el siglo XIX cuando se empezó un largo proceso de independencia que culminó en 1829. El primer intento de constitución de dio durante los primeros alzamientos griegos de 1820. El 1 de enero de 1822, ante los representantes del Peloponeso y otras regiones de la Hélade —incluyendo algunas islas del egeo— se dio a conocer el primer texto de carácter constitucional de la Grecia moderna en la Asamblea de Epidauro. Este fue conocido como la Constitución temporal de Grecia, inspirada fuertemente por los principios liberales y modelado con base en la declaración francesa de los derechos del hombre y del ciudadano. Esta dividía el poder del estado en tres órganos —legislativo, ejecutivo y judicial—, y junto a las constituciones de 1823 y 1827, fueron las bases de la primera República helénica.
Entre los principales decretos de estas se encontraban la libertad de prensa, el derecho al honor y la seguridad, abolición de la esclavitud y sobre todo la soberanía popular en el artículo 5 de la constitución de 1827 o de Trezena. Sin embargo, todo los avances logrados durante el proceso independentista griego fueron suspendidos por el gobernador Ioannis Capodistria, así el 30 de enero de 1828 el parlamento y gobernó junto al Panhelenion (una institución a modo de senado consultivo formada por 27 miembros), Grecia entonces entró en periodo de férreo absolutismo. Esto causó un gran descontento entre los griegos y en mayo se produjeron varios levantamiento en Mani Occidental y otras ciudades del Peloponeso. Pero la sublevación fue aplastada rápidamente por el gobernador, que encarceló a Pedro Mavromijalis por ser, según él, incitador de la rebelión. Al verse la oposición incapaz de derrotar a Capodistria, planearon asesinarlo, y el 9 de octubre fue llevado a cabo por Constantino y Yorgos Mavromijalis —hijo y sobrino de Pedro respectivamente— frente a la Iglesia de San Espiridón, en Nauplia —por entonces la capital provisional de la república—,causando gran alegría entre griegos, pero dejando un vacío gubernamental.
Ante esto, las potencias protectoras de Grecia — el Segundo Imperio francés, el Imperio británico y el Imperio ruso— se reunieron en la conferencia de Londres de 1832 para establecer un gobierno estable. Como resultado de esta, Otón —segundo hijo del rey Luis I de Baviera y su esposa, Teresa de Sajonia-Altenburgo—, que contaba con 17 años, fue elegido monarca del recién creado Reino de Grecia, viéndose en parte truncados sus deseos de democracia.
El nuevo rey, junto a su consejo de regencia, suprimió la constitución de 1832 (comúnmente llamada constitución de Epidauro) y negaron a promulgar una nueva constitución, gobernando de forma absoluta. Esto, junto a la oposición de su gobierno de ceder los altos cargos del reino a los militares y políticos que habían participado en la guerra de independencia y la reducción del tamaño del ejército, causó un gran descontento entre las masas. Buscando reducirlo y aumentar su popularidad, al rey al nombró Constantino Zografos como ministro de relaciones exteriores en 1837, pero terminaría renunciando en mayo de 1840. A este le sucedió Alejandro Mavrocordato —líder del partido inglés—, sin embargo renunció un mes y medio después y fue reemplazado por Dimitrio Jristidis. Sin embargo, el rey no estaba contento con esta decisión y entorpeció los movimientos de sus ministro. Fue por ello que Andreas Londos, Andrea Metaxas y Constantino Zografos (que contaban con el apoyo de los generales descontentos por la reducción del ejército) empezaron a tramar una conspiración para disminuir el poder del rey.

### Golpe de Estado de 1843

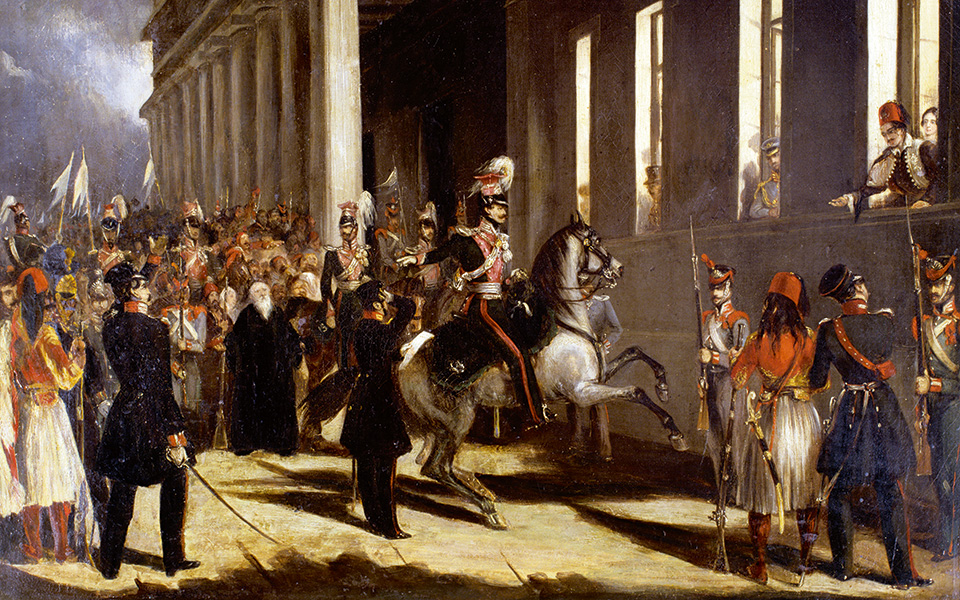
El general Dimitrio Kalergis, a caballo, frente al rey Otón (en la ventana, extendiendo la mano a los militares) y la reina Amalia (detrás del rey) durante el golpe de Estado.

A pesar de todo, las reformas emprendidas por el rey no fueron suficientes para disminuir el descontento de la oposición política y las críticas contra la subida de los impuestos crecieron considerablemente. Según el historiador Thomas Gallant:

No fue ni lo suficientemente despiadado para ser temido, ni lo suficientemente compasivo para ser amado, ni lo suficientemente competente para ser respetado.

Esto junto a la política absolutista, la impopularidad, las grandes deudas del país, la falta de un heredero y la férrea oposición del rey de convertirse cristianismo ortodoxo aumentaron la tensión, que finalmente propiciaría el golpe de Estado.
Originalmente, el golpe de Estado sería llevado a cabo el 25 de marzo de 1844 —día de la independencia—, sin embargo, creyéndose traicionados, decidieron adelantar la fecha a agosto de 1843. Los principales propulsores del golpe de Estado fueron los comandantes Nicolás Skarvelis, jefe de la infantería; Dimitrio Kalergis, jefe de la caballería; y Spiromilos, director de la escuela militar. A estos se le unió el general Yanis Macriyanis, que contaban con un gran número de seguidores. El 14 de septiembre de 1843, el periódico Siglo, principal órgano de propaganda del partido ruso, publicó un artículo promoviendo un levantamiento contra Otón. Cerca de las de las 20:00 horas, el rey creó un cuerpo marcial para proteger el palacio real.
En la noche, Kalergis y Skarvelis se movilizaron al Palacio Real de Atenas —residencia oficial de los reyes de Grecia—, y los guardas del palacio empezaron a desobedecer a Otón. A estos se le sumaron Macriyanis, Metaxas, Londos y Zografos con sus respectivas fuerzas militares y algunos grupos de civiles que se habían unido por el camino, todos ellos gritando «¡viva la constitución!». Después de un rato, el rey apareció en el balcón del palacio que da a la actual Plaza de la Constitución (nombrada así en memoria de este suceso) prometiendo que si todos se retiraban él reuniría con representantes de su gabinete, consejo de estado y de las potencias protectoras para cumplir las peticiones de los griegos. Sin embargo, la gente se negó a retirarse y Dimitrio Kalergis le presentó una constitución que ellos habían redactado. Viéndose presionado por la multitud, el rey cedió a la promulgación de una nueva constitución. También nombró al general Metaxas como primer ministro de relaciones exteriores.

### Elección de 1843

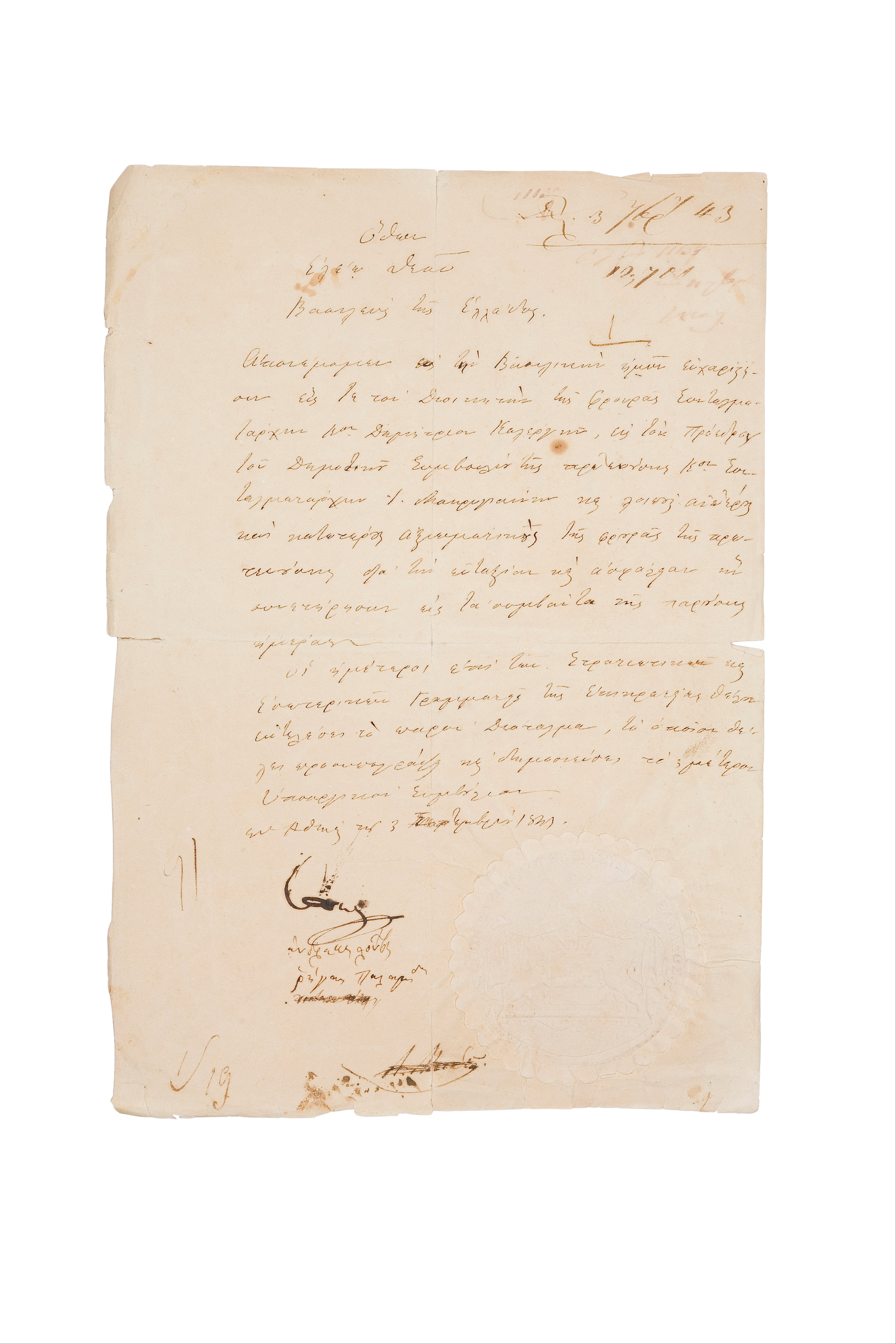
Proclama real del rey Otón, desde Google Art Project.

El rey convocó a su consejo de estado en el palacio a las 03:00 a. m. para deliberar acerca de la creación de una asamblea constituyente, el Consejo de Estado. Buscando apaciguar a los militares, esta promulgó a las 04:00 a. m. lo siguiente: 

En lo que respecta al ejército en particular, el Consejo de Estado proclama que el papel que desempeñó en el movimiento nacional fue dictado por un sentimiento de necesidad e interés nacional, y que actuó conforme al honor y al deber, no olvidando que un soldado de un país libre es un ciudadano antes que un soldado

A la mañana siguiente, los representantes de las potencias protectoras se presentaron en el palacio real, sin embargo, la entrada les fue negada. La noticia también llegó algunos países como Austria, Prusia y Baviera, llegando a causar un gran descontento y oposición entre los Estados europeos «por haber permitido que en menos de veinte años hubiese llegado a Atenas la idea de la creación de una constitución». A las 11:00, el rey apareció en las puertas del Palacio Real de Atenas junto a sus nuevos ministros para anunciar: 

He renunciado a mis prerrogativas, no soy más rey, y cuando me vi obligado a tener ministros, una asamblea nacional, una constitución, cuando el ejército dejó de obedecerme me pregunté si debo conservar la corona o abdicar. Como hombre, esta última opción era la correcta para mí. Como rey, pensé en la anarquía a la que inevitablemente conduciría mi abdicación. Me sometí a los acontecimientos.

Pero los nuevos ministros que el Consejo de Estado me ha dado afirmar que no pueden responder por la tranquilidad y retirar las tropas y las tropas y la población cuyos gritos escuchan, si no firmo una proclama en la que agradezco a la nación su sabiduría, al ejército la por el orden que ha mantenido, y una ordenanza en la que se decide la concesión de una medalla Se entregará una medalla a todos los que participaron en el movimiento.

Fueron los mismos representantes de las potencias quienes convencieron a Otón de que cediera a las exigencias. Los bávaros del consejo de regencia fueron expulsado del país por su gran impopularidad.

## Historia

### Creación
El 20 de noviembre de 1843 se instituyó una asamblea constituyente que se encargó de deliberar sobre la creación de la constitución. Esta, además, convocó las primeras elecciones al Parlamento de Grecia. Todo esto provocó que el clima político del país se tornara oscuro, pues varios políticos reclamaban un puesto a la asamblea (especialmente los que tenían poder militar), hasta el punto de estar al borde de una guerra civil. Entre las principales facciones estaban los napistas (cuyos miembros más destacados fueron: Andreas Metaxas, primer ministro de relaciones exteriores; Mijaíl Schina, ministro de educación nacional y religión; y Constantino Kanaris, ministro de marina), la coalición Mavrocordatos-Kolettis, los seguidores de Macriyanis. Sin embargo, de los 243 diputados que resultaron elegidos, la mayoría se mantuvieron políticamente neutrales al tomar posesión.
Finalmente, la asamblea organizó un comité de 21 integrantes —encabezados por Mavrocordatos, Kolettis y Metaxas— para redactar la constitución. A finales de diciembre, estos presentaron el primer borrador. El primer artículo del proyecto de constitución establecía que la religión oficial del Estado griego era la religión ortodoxa. El segundo afirmaba que la Iglesia ortodoxa de Grecia, estuviera aunque unida dogmáticamente con las otras iglesias ortodoxas, era autocéfala. Estos artículos fueron debatidos entre los días 15 y 17 de enero de 1844.

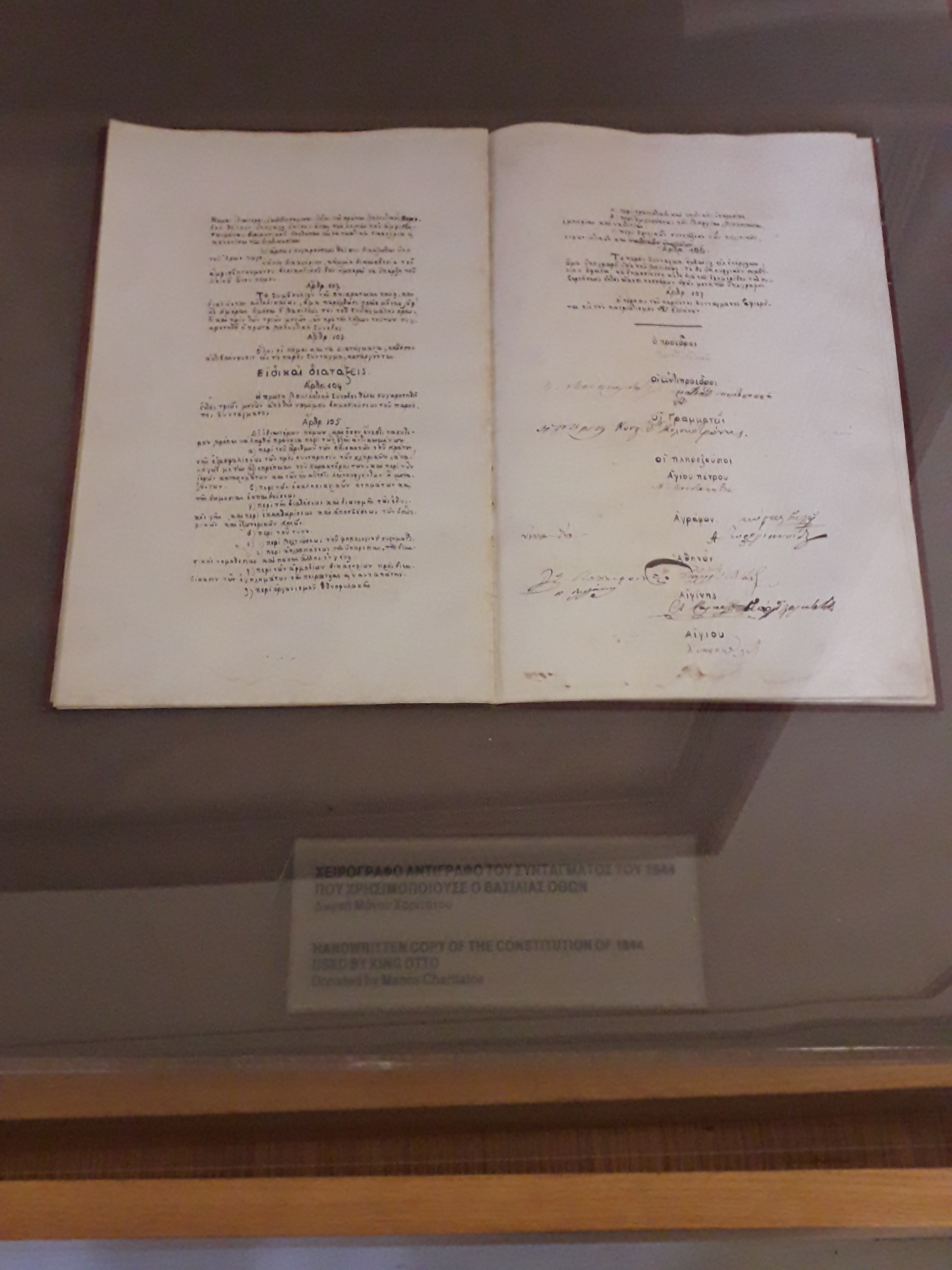
Copia de la constitución en el Museo de la Ciudad de Atenas.

El artículo tercero definía la ciudadanía griega, lo cual resultó muy polémico por la hostilidad hacia los bávaros (cuyo número nunca fue grande) y un amplio resentimiento hacia aquellos que habían luchado en la guerra de independencia y que lucraban de ello adquiriendo altos cargos públicos, tierras y riquezas (los neilides). Otra cuestión polémica fue la duración del periodo de un senador de la cámara alta, pues los miembros del comité se habían dividido y la mayoría se habían opuesto al principio de mandato vitalicio. Luego de un tiempo, se acordó que el periodo de estos debía ser de 10 años, sin embargo, cuando se presentó ante la asamblea, se dudó que este fuera aceptado (se dudó incluso la creación de una segunda cámara electivo). Finalmente, se aceptó la creación del senado y la propuesta de mandato vitalicio por un estrecho margen de 20 votos.

### Promulgación
Cuando la constitución le fue presentada al rey el 7 de marzo, este exigió ciertos cambios, lo cual no fue del agrado de la oposición (que, reuniendo casi el 40 % de los votos, amenazaron con retirarse y crear su propia asamblea). Finalmente, presionado por estos y para evitar una guerra civil, Otón terminaría cediendo. Así, el 30 de marzo de 1844, con el juramento del rey de atender a la constitución, se instauró la monarquía constitucional en Grecia. Según el autor Nicholas Klatchas:

El régimen establecido por la Constitución de 1844 era, tanto en sus aspectos constitucionales como en sus aspectos políticos, muy similar a la Monarquía de Julio en Francia.

Esta constitución estuvo fuertemente influenciada por la constituciones francesa de 1830 y belga de 1831. Sin embargo, seguía confiriendo poderes excesivos al rey como la designación de senadores, el derecho al veto sobre las disposiciones legislativas, el derecho para nombrar y destituir ministros y el poder de disolución de las Cámaras del Estado.

## Estructura
La constitución está estructurada en 11 capítulos y 107 artículos. Su principal objetivo fue «declarar a los griegos iguales entre si, borrando así por completo las distinciones de nobleza y de títulos».

### Acerca de la religión
Los primeros dos artículos tratan sobre la religión. Así pues, se decreta que «la religión oficial de Grecia es la de la Iglesia Ortodoxa Oriental, pero se tolera cualquier otra religión conocida» y que «existe inseparablemente unida doctrinalmente Constantinopla la grande y todas la demás Iglesias Ortodoxas de Cristo».

### Sobre los derechos públicos de los griegos
Del artículo 4 al 14 define las características y derechos del ciudadano griego. Algunos de sus artículos definían que «en Grecia una persona no se compra, ni se vende [sea cual sea su raza y religión]» (artículo 9), o que «toda persona puede publicar oralmente, por escrito ya través de la prensa sus reflexiones, respetando las leyes del Estado. La prensa es libre y no se permite la censura» (artículo 10).

### Sobre la constitución del Estado
Desde el artículo 15 a 21 trata sobre el Estado y su división en poderes; legislativo, ejecutivo y judicial respectivamente. Por consiguiente, dicta que «el poder legislativo actúa simultáneamente bajo la autoridad del Rey, las Cortes Generales y el Senado», «el poder ejecutivo pertenece al Rey, y actúa a través de los ministros responsables designados por él» y «el poder judicial actúa por los tribunales y las decisiones judiciales se ejecutan en nombre del Rey.»

### Sobre el rey

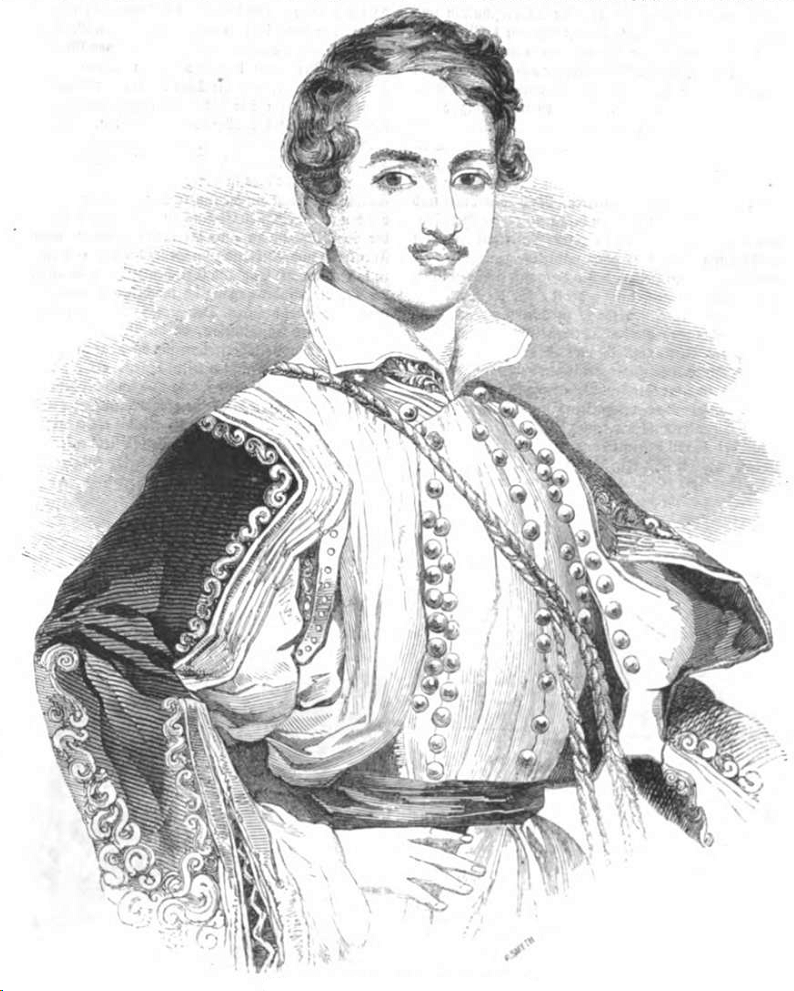
Ilustración del rey Otón hacia 1843.

La persona del rey (con respecto a sus derechos y obligaciones) fue abordada desde el artículo 22 hasta el 36.

La persona del Rey es sagrada e inviolable, y sus ministros son responsables.
Artículo 22

Así pues, se le definió como «el gobernante supremo del Estado, es el jefe de las fuerzas de tierra y mar, declara la guerra, celebra tratados de paz, alianzas y comercio, y los anuncia a las Cortes Generales y al Senado después de las declaraciones necesarias, como siempre que el interés y la seguridad del Estado lo permitan». No obstante, de igual manera aclara que todo lo instituido anteriormente deber ser completamente de acuerdo a la ley y siempre para el absoluto beneficio de los ciudadanos del reino de Grecia. Así mismo es necesario señalar que en artículo 36 establecía lo siguiente:

El Rey Otón, tras la firma de esta Constitución, prestará el siguiente juramento ante esta Asamblea Nacional: «juro en nombre de la Trinidad unida e indivisible proteger la religión predominante de los griegos, defender la Constitución y las leyes de la nación griega y preservar y defender la autonomía nacional y la integridad del Estado griego».

### Sobre la sucesión y regencia
El quinto capítulo de la constitución trata sobre la asunto de la sucesión del monarca de los helenos y el proceso a seguir en el posible caso de una regencia —es decir, que el sucesor fuera aún menor de edad.

La corona griega y sus derechos constitucionales son sucesivos y pasan a los descendientes directos y legítimos del rey Otón, por orden de primogenitura. 
Artículo 37

Sobre la mayoría de edad de un sucesor y su juramentación dicta lo siguiente:

El Rey alcanza la mayoría de edad al decimoctavo año de su edad. Antes de ascender al Trono, presta el juramento mencionado en el artículo 36 en presencia de los Ministros, del Santo Sínodo, de los Senadores y Miembros del Parlamento en la capital y de las demás autoridades superiores. El Rey convoca al Parlamento y al Senado en el plazo máximo de dos meses y repite el juramento ante los diputados y senadores de acuerdo al respecto. 
Artículo 42

Mientras que el artículo anterior establece que:

Las Coronas de Grecia y Baviera nunca pueden unirse sobre un mismo título.

Y termina el capítulo con el artículo 45:

En caso de vacante del Trono, el Parlamento y el Senado, reunidos conjuntamente, elegirán temporalmente como Regente a un ciudadano del credo greco-oriental; y el gabinete actuará bajo su responsabilidad, en nombre de la Nación, en el poder Real Constitucional hasta que el Regente preste juramento.

Y en el plazo de dos meses, a más tardar, se elegirá de entre los ciudadanos un número igual de representantes de los diputados, los cuales, reunidos en Cámara después de la Cámara y el Senado, elegirán al Rey por mayoría de dos tercios de la totalidad. 

### Sobre el senado
Mientras que el capítulo 7

## Consecuencias
Su implementación significó un grave problema para la crisis dinástica de Otón pues el artículo 39 establecía que su sucesor debería ser de su dinastía, pero el 40, a su vez, dictaba que este debía profesar la religión ortodoxa griega, y al no tener hijos, su heredero era su hermano Leopoldo. Sin embargo este y su familia se negaron a que un miembro de la Casa Wittelsbach renunciara al catolicismo para convertirse en rey de Grecia. La falta de un heredero y su impopularidad terminaría conduciendo a su destitución y a la segunda elección al trono de Grecia en 1862. Uno de los deberes del nuevo rey heleno fue promulgar una nueva constitución para reemplazar a la de 1844.